# Floure
Floure é uma comuna francesa na região administrativa de Occitânia, no departamento de Aude. Estende-se por uma área de 4,25 km². Em 2010 a comuna tinha 415 habitantes (densidade: 97,6 hab./km²).